# Frères Arnaud

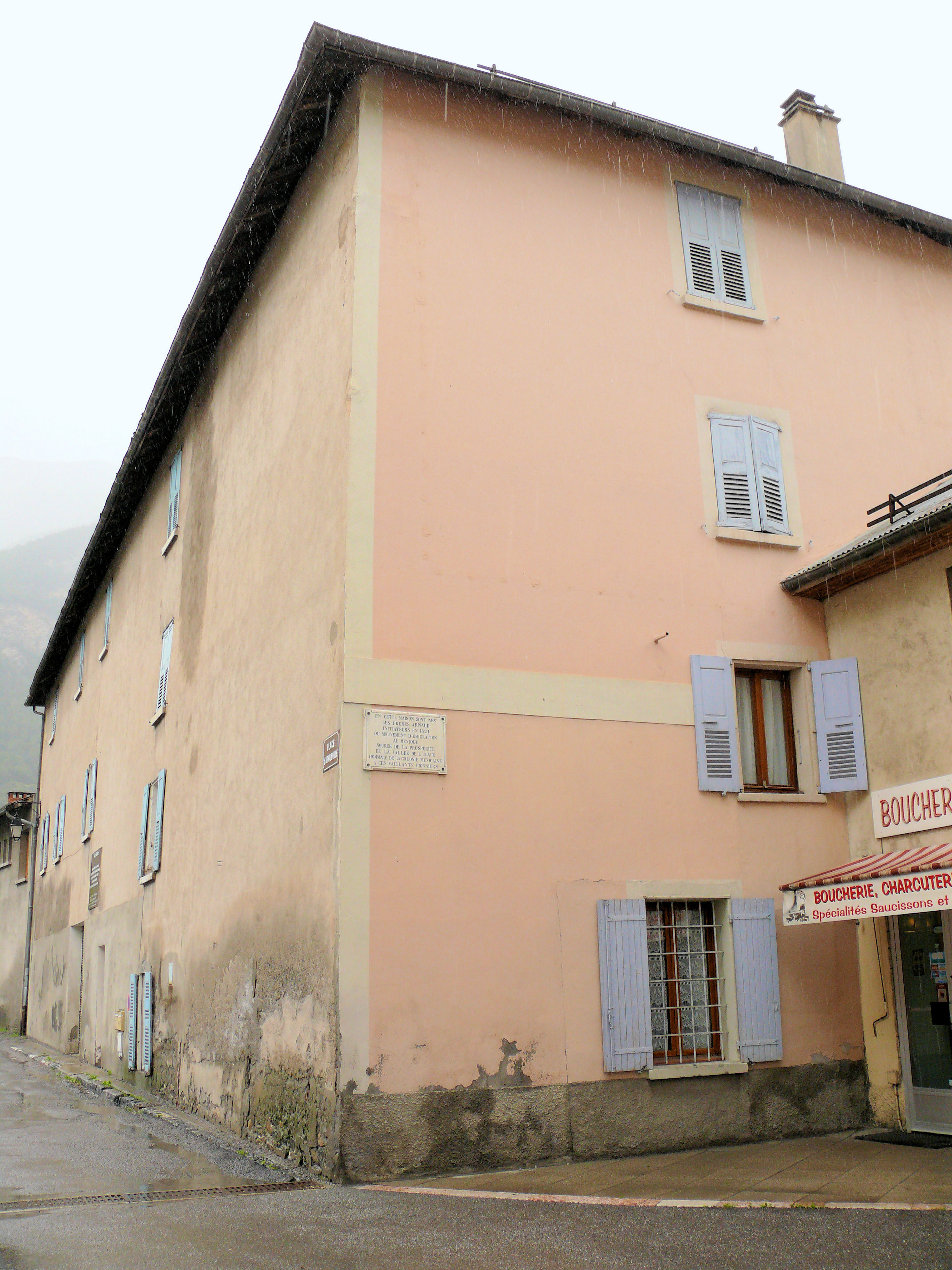
La maison natale des frères Arnaud à Jausiers

Jacques, Marc-Antoine et Dominique Arnaud sont trois frères originaire de Jausiers, dans la vallée de l'Ubaye, qui sont à l'origine du mouvement d'émigration des Ubayens au Mexique et en Louisiane au XIXe et début du XXe siècle.
Ils sont les fils de Joseph Vincent (1748-1803), négociant en soie et de Marie Elisabeth Ollivier (1759-)
Ils appartiennent à la famille des Laugier-Arnaud, grande famille de négociants et banquiers de l'Ubaye, au XVIIIe siècle.

## Jacques Arnaud
Il est né à Jausiers le 21 septembre 1781. Sans succès en France, il décide de tenter sa chance en Amérique. Il émigre en Louisiane en 1805. Intégré à la communauté acadienne, il épouse Marie Lalonde, avec laquelle il aura une grande descendance jusqu'à aujourd'hui. Il est bientôt rejoint par ses frères et trois de ses anciens employés tisserands, avec eux il fonde la ville d'Arnaudville, en Louisiane. 
Le 16 janvier 1810, il se marie avec Marie Lalonde à Opelousas en Louisiane.
En 1821, lui et ses frères déménagent au Mexique, où ils créeront le magasin El Cajon de Ropa de Las Siete Puertas. 
Il est retrouvé assassiné le 3 mai 1828, près de la ville de Guanajuato, au Mexique.

## Dominique Arnaud
Il est né à Jausiers le 21 avril 1784 et décédé au Mexique le 20 novembre 1848.

## Marc-Antoine Arnaud
Il est né à Jausiers le 5 avril 1788 et décédé au Mexique le 21 mars 1846.

## Postérité
Les frères Arnaud et leurs compagnons s'enrichissent donc grâce à leur aventure américaine. En 1845, le retour dans leur pays natal, après avoir fait fortune (plus de 250 000 francs-or, ce qui est considérable), des trois employés ubayens des Arnaud, déclenche dans la population locale de la vallée de l'Ubaye un mouvement d'émigration sans précédent, qui dure jusqu'aux années 1920. C'est ainsi que ces Ubayens (appelés « habitants de Barcelonnette », par analogie au chef-lieu de la vallée) se rendent par centaines au Mexique ou en Louisiane, dans l'espoir de s'enrichir. Certains y réussissent, d'autres non. Les uns comme les autres forment cependant une puissante communauté ubayenne au Mexique. Les fameuses villas mexicaines de la vallée de l'Ubaye sont précisément construites par ceux qui, une fois fortune faite, sont revenus dans leur vallée. Cependant, certains d'entre eux sont restés au Mexique, où l'on compte aujourd'hui plus de 50 000 personnes d'origine ubayenne — chiffre à comparer avec les 7 700 habitants que compte la vallée en 2006.

## Médias
- Cinéma : 187 ans plus tard, Seola Arnaud-Edwards, sa descendante à la 6e génération, en quête de ses racines alpines, retrouve le bourg de ses ancêtres, Jausiers, pour un film tourné en Louisiane et dans les Alpes de Haute-Provence[1].

- Histoire des Vaudois travaillant la soie: Audisio G. & Jullia J., Vaudois et Protestants de la Vallée de Barcelonnette[1].